# Куреце
Куреце (рум. Curețe) — село у повіті Муреш в Румунії. Входить до складу комуни Ричу.
Село розташоване на відстані 287 км на північний захід від Бухареста, 23 км на північний захід від Тиргу-Муреша, 63 км на схід від Клуж-Напоки.

## Населення
За даними перепису населення 2002 року у селі проживали 12 осіб, усі — румуни. Усі жителі села рідною мовою назвали румунську.